# Box of Tricks
«Box of Tricks» — збірка альбомів (бокс-сет) британського рок-гурту «Queen», до якої увійшла збірка «The 12" Collection», запис концерту «Live at the Rainbow '74» і атрибутика для фанатів.

## The 12" Collection
| #   | Назва                                                | Автор          | Тривалість |
| --- | ---------------------------------------------------- | -------------- | ---------- |
| 1.  | «Bohemian Rhapsody»                                  | Мерк'юрі       | 5:58       |
| 2.  | «Radio Ga Ga (розширена версія)»                     | Роджер Тейлор  | 6:53       |
| 3.  | «Machines (Or 'Back to Humans')» (12" інструментал)» | Тейлор/Мей     | 5:08       |
| 4.  | «I Want to Break Free (розширена версія)»            | Дікон          | 7:19       |
| 5.  | «It's a Hard Life (12" розширена версія)»            | Мерк'юрі       | 5:05       |
| 6.  | «Hammer to Fall (мікс до фільму «Горець»)»           | Мей            | 5:23       |
| 7.  | «Man on the Prowl (розширена версія)»                | Мерк'юрі       | 6:04       |
| 8.  | «A Kind of Magic (розширена версія)»                 | Тейлор         | 6:25       |
| 9.  | «Pain Is So Close to Pleasure (12" версія)»          | Мерк'юрі/Дікон | 6:01       |
| 10. | «Breakthru (розширена версія)»                       | Queen          | 5:44       |
| 11. | «The Invisible Man (12" версія)»                     | Queen          | 5:30       |
| 12. | «The Show Must Go On»                                | Queen          | 4:34       |

## Live at the Rainbow
До копмлекту увійшов запис концерту концерту 20 листопада 1974 року, що проходив в рамках туру «Sheer Heart Attack». На концерті були виконані такі пісні:
| #   | Назва                                 | Автор                        | Тривалість |
| --- | ------------------------------------- | ---------------------------- | ---------- |
| 1.  | «Procession»                          | Мей                          | 1:18       |
| 2.  | «Now I'm Here»                        | Мей                          | 5:00       |
| 3.  | «Ogre Battle»                         | Мерк'юрі                     | 5:31       |
| 4.  | «Father to Son»                       | Мей                          | 5:55       |
| 5.  | «White Queen (As It Began)»           | Мей                          | 5:34       |
| 6.  | «Flick of the Wrist»                  | Мерк'юрі                     | 4:07       |
| 7.  | «In the Lap of the Gods»              | Мерк'юрі                     | 3:20       |
| 8.  | «Killer Queen»                        | Мерк'юрі                     | 1:26       |
| 9.  | «The March of the Black Queen»        | Мерк'юрі                     | 1:36       |
| 10. | «Bring Back That Leroy Brown»         | Мерк'юрі                     | 1:41       |
| 11. | «Son and Daughter»                    | Мей                          | 3:45       |
| 12. | «Keep Yourself Alive»                 | Мей                          | 2:23       |
| 13. | «Seven Seas of Rhye»                  | Мерк'юрі                     | 3:30       |
| 14. | «Stone Cold Crazy»                    | Мерк'юрі, Мей, Тейлор, Дікон | 2:40       |
| 15. | «Liar»                                | Мерк'юрі                     | 8:39       |
| 16. | «In the Lap of the Gods... Revisited» | Мерк'юрі                     | 4:10       |
| 17. | «Big Spender»                         | Сі Колмен, Дороті Філдс      | 1:31       |
| 18. | «Modern Times Rock 'N' Roll»          | Тейлор                       | 3:12       |
| 19. | «Jailhouse Rock»                      | Джеррі Лайбер, Майк Столлер  | 4:10       |
| 20. | «God Save the Queen»                  | народна, аранжування Мея     | 1:18       |

## Атрибутика для фанатів
Окрім дисків, у коробку покладено такі предмети:
- Постер з усіма обкладинками альбомів та синглів з усіх країн.
- Книга (32 сторінки) з фотографіями, що були зняті під зйомок кліпу або ранньої кар'єри групи.
- Червоний і золотий емальовані значки.
- Червона та золота нашивки на тканину 8,89 х 10,16 см.
- Чорна футболка з золотим написом «Queen».